# 1912 na televisão

## Nascimentos
| Data           | Nome                 | Profissão                                               | Nacionalidade  | Observações | Ref   |
| -------------- | -------------------- | ------------------------------------------------------- | -------------- | ----------- | ----- |
| 18 de janeiro  | Evandro Lins e Silva | jurista, escritor, jornalista e político                | Brasil         | m. 2002     | [ 1 ] |
| 27 de janeiro  | Marc Daniels         | diretor de televisão                                    | Estados Unidos | m. 1989     | [ 2 ] |
| 9 de abril     | Amácio Mazzaropi     | ator, produtor e diretor de cinema                      | Brasil         | m. 1981     | [ 3 ] |
| 18 de maio     | Perry Como           | apresentador de tv e cantor                             | Estados Unidos | m. 2001     | [ 4 ] |
| 23 de agosto   | Gene Kelly           | dançarino, ator, cantor, diretor, produtor e coreógrafo | Estados Unidos | m. 1996     | [ 5 ] |
| 12 de setembro | Dina Lisboa          | atriz                                                   | Brasil         | m. 1987     | [ 6 ] |
| 21 de setembro | Chuck Jones          | animador, caricaturista e diretor                       | Estados Unidos | m. 2002     | [ 7 ] |

## Mortes
| Data | Nome | Profissão | Nacionalidade | Observações | Ref |
| ---- | ---- | --------- | ------------- | ----------- | --- |